# Joakim Edström
Elof Joakim Edström, född 27 november 1992 i Göteborg, är en svensk före detta fotbollsspelare (anfallare). Edström är son till den tidigare svenska landslagsspelaren Ralf Edström.

## Karriär
Edström gick till Gais från Västra Frölunda IF 2011 tillsammans med lagkamraten Alexander Angelin och spelade där i två år. Under 2013 och 2014 var han utlånad till Utsiktens BK och till säsongen 2015 värvades Edström av klubben.